# Phylica pinea
Phylica pinea är en brakvedsväxtart som beskrevs av Carl Peter Thunberg. Phylica pinea ingår i släktet Phylica och familjen brakvedsväxter. Inga underarter finns listade i Catalogue of Life.